# Zombie (album)
Pour les articles homonymes, voir Zombie (homonymie).
Albums de Fela Kuti
Excuse O
(1976) J.D.D. - Live! at Kalakuta Republic
(1977)
Zombie est un album de Fela Kuti & Africa 70, publié en 1976.

## Historique
Dans la chanson qui donne son nom à l'album, considérée comme un « hymne antimilitariste suprême », Fela Kuti compare de façon sciemment offensante les militaires de l'armée nigériane à des morts-vivants et dénonce leur aveuglement borné.
La junte au pouvoir se vengera en envoyant un bataillon mettre à sac la propriété de Kuti, incendiée et rasée. Les militaires détruisent les bandes et le matériel d'enregistrement, molestent violemment les musiciens et violent certaines choristes. Kuti est passé à tabac. Sa mère, âgée de presque 78 ans, Funmilayo Ransome-Kuti, est tuée par défenestration. Ce violent et tragique évènement inspire au chanteur deux albums : Sorrow Tears and Blood (en) et Unknown Soldier (en).

## Titres
Paroles et musiques de Fela Kuti.
| No | Titre                | Durée |
| -- | -------------------- | ----- |
| 1. | Zombie               | 12:26 |
| 2. | Mister Follow Follow | 12:57 |

Bonus édition CD (2001)
| No | Titre                                         | Durée |
| -- | --------------------------------------------- | ----- |
| 3. | Observation Is No Crime (inédit, 1977)        | 13:25 |
| 4. | Mistake (captation live inédite, Berlin 1978) | 14:46 |

## Musiciens
- Fela Kuti : saxophone ténor, orgue électrique
- Lekan Animashaun : saxophone baryton
- Tunde Williams : trompette solo
- Ukem Stephen : trompette
- Guitares : Okalue Oseah, Ogene Kologbo, Leke Benson
- Nweke Atifoh : basse
- Tony Allen : batterie
- James Abayomi : percussions
- Isaac Olaleye : marraccas
- Congas : Henry Koffi, Nicholas Addo, Shina Abiodun
- Chœur : Bernadette Oghomienor, Tejumade Adebiyi, Regina Osuhor, Felicia Idonije, Suru Eriomla, Shade Shehindemi